# Klaudia-Maria
Trwa dyskusja nad usunięciem tego biogramu, kliknij i weź w niej udział.
Klaudia‑Maria (właśc. Klaudia Maria Nadolska‑Krok) – polska wokalistka, autorka tekstów i instrumentalistka. Jej muzyka łączy pop i pop‑rock. Współpracowała z wytwórnią Delphy Records i Fabryką Hitów

## Wczesne życie i edukacja
Od najmłodszych lat związana z muzyką – śpiewa od siódmego roku życia. Nauczyła się grać na gitarze, ukulele, klarnecie, keyboardzie oraz saksofonie altowym.

## Kariera muzyczna

### Debiut i pierwsze projekty
W 2024 roku ukazał się debiutancki singiel „Toksyczny”, stworzony we współpracy z wytwórnią Delphy Records.

### EP „Nowe rozdanie”
Latem 2025 artystka zapowiedziała swoją pierwszą EP‑kę i nowy singiel „Nowe rozdanie”. Utwór opowiada o emocjonalnej przemianie i stawianiu granic.

## Styl muzyczny
Styl Klaudii‑Marii łączy elementy popu i pop‑rocka. Jej utwory cechują się energią, melodyjnością i osobistymi tekstami.

## Dyskografia

### Single
- Toksyczny (2024)
- Nowe rozdanie (2025)
- Ghosting (2025)
- Chcę zapomnieć (2025)

## Życie prywatne
Skończyła kierunek Ekonomia w Szkole Głównej Handlowej w Warszawie (SGH).
Artystka otwarcie mówi o życiu z ADHD, które stało się jej siłą i inspiracją twórczą.